# Актинідія
Актині́дія (Actinidia) — рід витких рослин родини актинідієвих. Це дерево-ліана з Південної Америки, проте мешканка багатьох сучасних садів актинідія ліана прийшла до нас з Південної Азії. Спочатку вона прижилася не скрізь, але з часом не тільки влаштувалася на всій території країни, але і значно поповнила сімейство безліччю нових сортів. 

## Опис
Рослина актинідія належить до виду багаторічних здерев'янілих ліан сімейства актинідієвих і відрізняється гарним зовнішнім виглядом: яскраві строкаті листя, ніжні квіти з тонким ароматом, невеликі довгасті плоди. В залежності від сорту, листя актинідії можуть бути пофарбовані в зелений або зелено-червоний колір, з кожним періодом вони змінюють відтінок – можуть рожевіти, багровіти і навіть біліти. У деяких сортів строкаті листя прикрашені жовтою облямівкою.
Плоди актинідії не тільки володіють чудовим смаком, але і здатні дати фору багатьом фруктам у вмісті вітаміну C та інших корисних елементів. Але не всі сорти дерева актинідія, плоди якого так полюбилися садівникам, мають їстівні якості. Мало хто знає, але ягода актинідія є найближчою родичкою ківі. У загальній складності її колекція налічує близько 80 видів. У нашій країні особливо прижилися аргута, полігама і коломікта. Всі вони поділяються на безліч сортів, де кожен має відмінний вигляд і унікальні грані смаку. 
Найбільше визнання отримали сорти - Чорна, Крупноплідна, Київська Гібридна, Самоплідна, Фігурна, Вереснева, Оригінальна, Кенс Ред, Коломікта.

При цьому актинідія – рослина доволі примхлива, хоча і стійка до зовнішніх впливів. Росте на родючих ґрунтах, при помірній вологості, спеці і кислотності. Для дозрівання плодів потрібно багато сонця, тому висаджувати актинідію краще на сонячній стороні, але щоб нижня її частина була в тіні інших дерев або споруд.

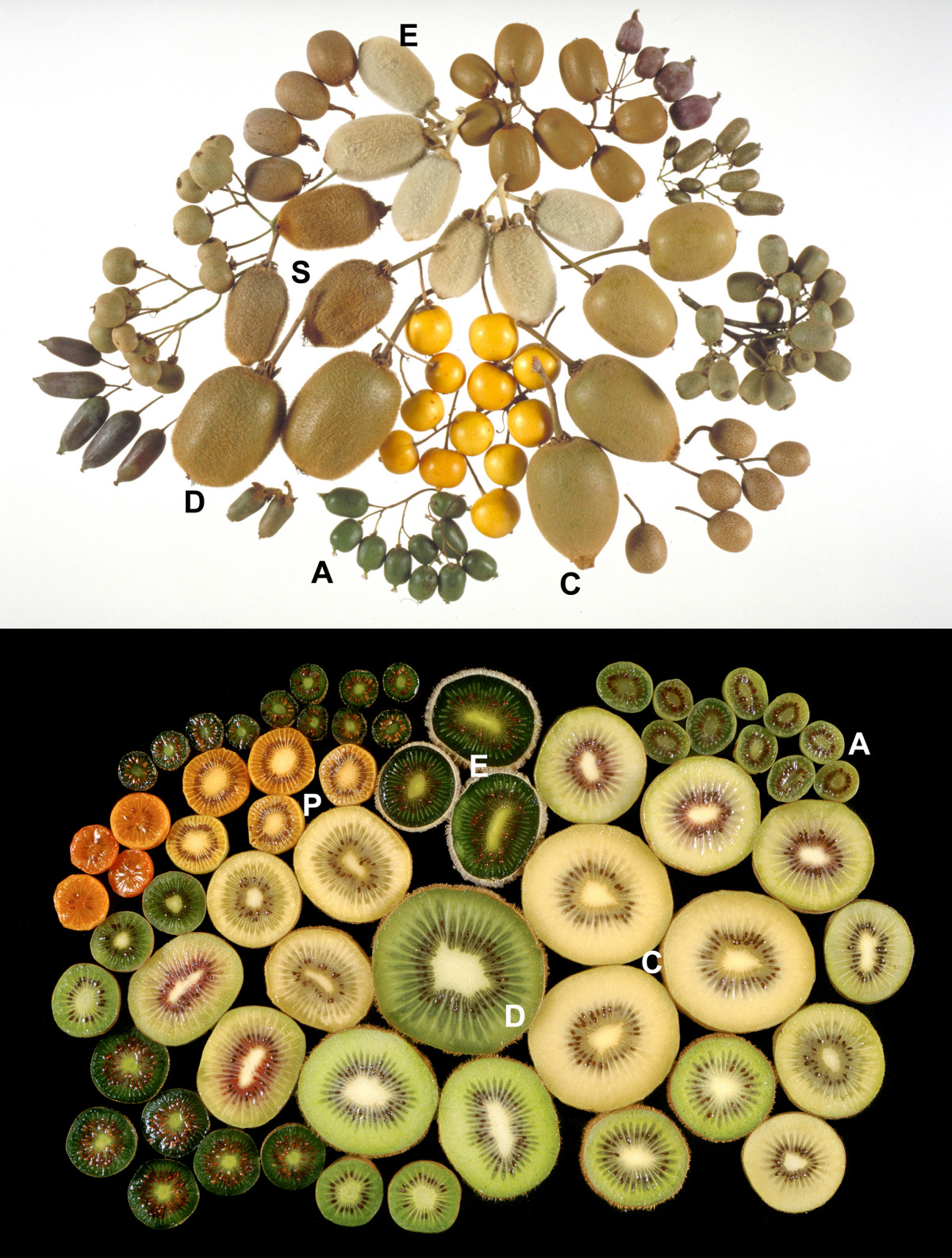
Плоди Actinidia: A = A. arguta, C = A. chinensis, D = A. deliciosa, E = A. eriantha, I = A. indochinensis, P = A. polygama, S = A. setosa

Відомо понад 50 видів, які зростають у південно-східній і східній Азії і в Гімалаях; в Україні вирощують два види:
- Actinidia arguta — актинідія гостролиста;
- Actinidia kolomicta — актинідія маньчжурська;

Деякі інші види:
- Actinidia polygama
- Actinidia chinensis
- Actinidia deliciosa

## Розрахунок
- Морозостійка ліана актинідія може вважатися садовим довгожителем – багато рослин здатні прожити до 50 років.
- Вага плодів досягає 18 грамів.
- Довжина плодів становить 3-8 см.
- Довжина дорослої ліани становить близько 8-27 метрів.
- Довжина листя актинідії 8-15 см.
- Плодоносити рослини починають з 3-4 року, але багато сортів радують власників вже з дворічного віку.
- Урожайність кожної рослини може сягати 12 кілограмів за сезон. 

## Види
- Actinidia arguta
  - A. arguta var. cordifolia
  - A. arguta var. giraldii
  - A. arguta var. nervosa
  - A. arguta var. purpurea
- Actinidia arisanensis(інші мови)
- Actinidia callosa(інші мови)
  - A. callosa var. acuminata
  - A. callosa var. discolor
  - A. callosa var. ephippioides
  - A. callosa var. formosana
  - A. callosa var. henryi
  - A. callosa var. strigillosa
- Actinidia carnosifolia(інші мови)
  - A. carnosifolia var. glaucescens
- Actinidia chengkouensis(інші мови)
- Actinidia chinensis
  - A. chinensis var. hispida
  - A. chinensis var. jinggangshanensis
  - A. chinensis var. setosa
- Actinidia chrysantha(інші мови)
- Actinidia cinerascens(інші мови)
  - A. cinerascens var. longipetiolata
  - A. cinerascens var. tenuifolia
- Actinidia cordifolia(інші мови)
- Actinidia coriacea(інші мови)
- Actinidia cylindrica(інші мови)
  - A. cylindrica f. obtusifolia
- Actinidia deliciosa
- Actinidia eriantha(інші мови)
- Actinidia farinosa(інші мови)
- Actinidia fasciculoides(інші мови)
  - A. fasciculoides var. cuneata
  - A. fasciculoides var. orbiculata
- †Actinidia faveolata(інші мови)
- Actinidia fortunatii(інші мови)
- †Actinidia foveolata
- Actinidia fulvicoma(інші мови)
  - A. fulvicoma var. lanata
    - A. fulvicoma var. lanata f. arachnoidea
    - A. fulvicoma var. lanata f. hirsuta

  - A. fulvicoma var. pachyphylla
- †Actinidia germanica
- Actinidia glauco-callosa-callosa
- Actinidia glaucophylla(інші мови)
  - A. glaucophylla var. asymmetrica
  - A. glaucophylla var. robusta
- Actinidia globosa(інші мови)
- Actinidia gracilis(інші мови)
- Actinidia grandiflora(інші мови)
- Actinidia hemsleyana(інші мови)
  - A. hemsleyana var. kengiana
- Actinidia henryi(інші мови)
  - A. henryi var. glabricaulis
  - A. henryi var. polyodonta
- Actinidia holotricha(інші мови)
- Actinidia hubeiensis(інші мови)
- Actinidia indochinensis(інші мови)
- Actinidia kolomikta
- Actinidia laevissima(інші мови)
- Actinidia lanceolata(інші мови)
- Actinidia latifolia(інші мови)
  - A. latifolia var. mollis
- Actinidia leptophylla(інші мови)
- Actinidia liangguangensis(інші мови)
- Actinidia lijiangensis(інші мови)
- Actinidia linguiensis(інші мови)
- Actinidia longicarpa(інші мови)
- Actinidia macrosperma(інші мови)
  - A. macrosperma var. mumoides
- Actinidia maloides(інші мови)
  - A. maloides f. cordata
- Actinidia melanandra(інші мови)
  - A. melanandra var. cretacea
  - A. melanandra var. glabrescens
  - A. melanandra var. kwangsiensis
  - A. melanandra var. subconcolor
- Actinidia melliana(інші мови)
- Actinidia obovata(інші мови)
- †Actinidia oregonensis(інші мови)
- Actinidia persicina(інші мови)
- Actinidia pilosula(інші мови)
- Actinidia polygama
- Actinidia purpurea(інші мови)
- Actinidia rongshuiensis(інші мови)
- Actinidia rubricaulis(інші мови)
  - A. rubricaulis var. coriacea
- Actinidia rubus(інші мови)
- Actinidia rudis(інші мови)
- Actinidia rufa(інші мови)
- Actinidia rufotricha(інші мови)
  - A. rufotricha var. glomerata
- Actinidia sabiaefolia(інші мови)
- Actinidia sorbifolia(інші мови)
- Actinidia stellatopilosa(інші мови)
- Actinidia styracifolia(інші мови)
- Actinidia suberifolia(інші мови)
- Actinidia tetramera(інші мови)
  - A. tetramera var. badongensis
- Actinidia trichogyna(інші мови)
- Actinidia ulmifolia(інші мови)
- Actinidia umbelloides(інші мови)
  - A. umbelloides var. flabellifolia
- Actinidia valvata(інші мови)
  - A. valvata var. boehmeriaefolia
- Actinidia venosa(інші мови)
  - A. venosa f. pubescens
- Actinidia vitifolia(інші мови)
- Actinidia zhejiangensis(інші мови)

## Корисні властивості
Перші плоди рослина актинідія дає вже на початку-середині вересня і продовжує плодоносити до середини жовтня. Залежно від сорту на ній визрівають плоди діаметром від 1 см і більше, із зеленою, коричнево-зеленою або коричневою тонкою шкірочкою, з легкою пухнастістю або без неї. Розрізняються і смакові якості плодів. В одних вони можуть бути солодкими, нудотно-солодкими і навіть з медовим відтінком, як, наприклад, у аргути. У деяких нагадують інжир. Окремі сорти мають яскраво-виражені кисло-солодкий смак і ніжний аромат ананаса (сорт Лакомка), яблуко-ананас (актинідія Джиральді - сорти Юліанія та Алевтина).
Її властивості добре відомі, широко застосовується у профілактичній та народній медицині. Плоди містять високу концентрацію калію, сахарози, пектину, клітковини, крохмалю, кератину, вітамінів A, P та C.
Вона позитивно впливає на процеси травлення, допомагає при тяжкості в шлунку, нетравленні, запорі, печії, відрижці. Вживання плодів актинідії допомагає активізувати та регулювати обмінні процеси в організмі, підвищити імунітет, знизити кров'яний тиск.
Допомагають плоди при бронхіті, туберкульозі, легеневих захворюваннях, ревматизмі, кашлюку.
Листя і кора актинідії широко використовуються в настоях і відварах, а самі плоди гарні як в свіжому, так і переробленому вигляді, так як навіть при сушінні і заморожуванні зберігають велику частину корисних якостей.

## Будова
Актинідія — рослина з дводольним насінням. Аби вона плодоносила, необхідно висаджувати жіночі та чоловічі рослини разом. Однак чоловічі ліани вкорінюються гірше. Тому на 10–15 жіночих ліан потрібно всього одна чоловіча.
Довжина стовбура від 4–5 до 50 м, діаметр до 25 см. Гілки голі або запушені. Листки прості, чергові, блискучі, темно-зелені.
Розмножується дана рослина живцями та насінням.

## Догляд за актинідіями
Протягом вегетаційного періоду актинідію потрібно своєчасно поливати, видаляти бур'ян, обрізати, підгодовувати, а також слідкувати за здоров'ям ліани, і при необхідності лікувати її від захворювань або знищувати шкідників. При цьому будь-який вид актинідії потрібно доглядати однаково. Зволожувати таку рослину рекомендується вранці та ввечері шляхом обприскування, особливо важлива дана процедура у спекотну погоду. При тривалій посусі ліана починає скидати своє листя, щоб цього не допустити, ґрунт слід зволожувати 1 раз на тиждень, при цьому під 1 кущ виливається від 60 до 80 літрів води. Якщо ж у ліани все-таки обпадуть усі листочки, то молоді листові пластини, що з'явилися на їх місці, не зможуть зміцніти до заморозків і підмерзнуть. Поверхня ґрунту біля кущів слід розпушувати досить часто, але при цьому на невелику глибину. Під час розпушування ґрунту проводиться також і прополювання.

## Поширення та середовище існування
Плоди деяких видів їстівні (Actinidia deliciosa, Actinidia chinensis, Actinidia arguta, Actinidia kolomicta). Вперше почали окультурювати актинідію у Китаї, проте всесвітньої відомості вона отримала у 1950–1970-х роках, коли Нова Зеландія почала масово експортувати плоди Actinidia deliciosa сорту Hayward під назвою «ківі». Плоди актинідії кисло-солодкі, багаті на вітамін С. В Україні актинідію культивують як декоративну та їстівну рослину.

## Галерея

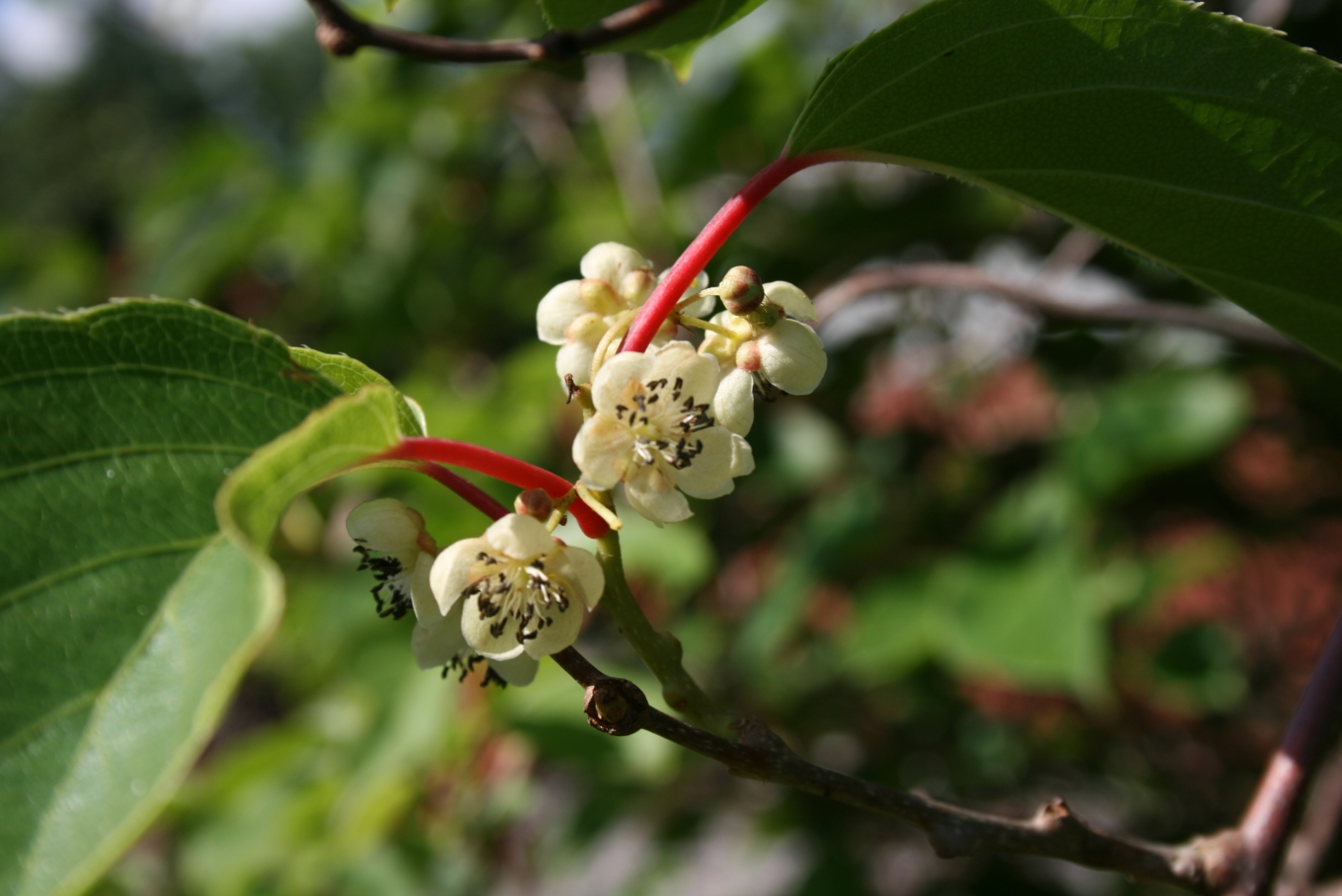
Actinidia arguta
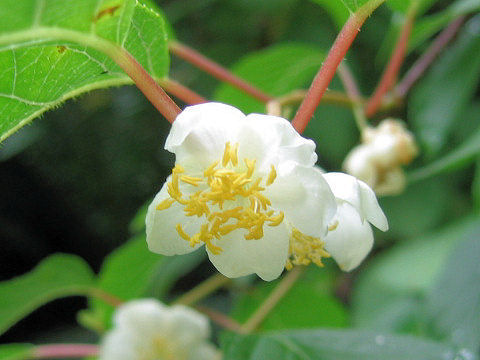
Actinidia polygama
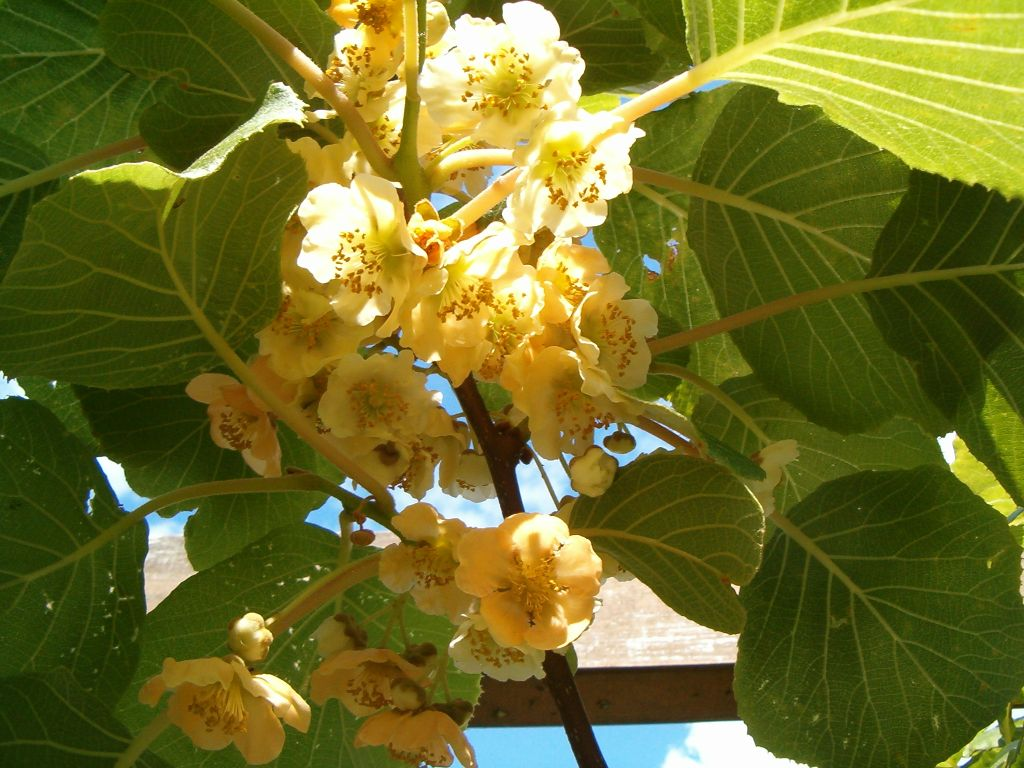
Actinidia chinensis
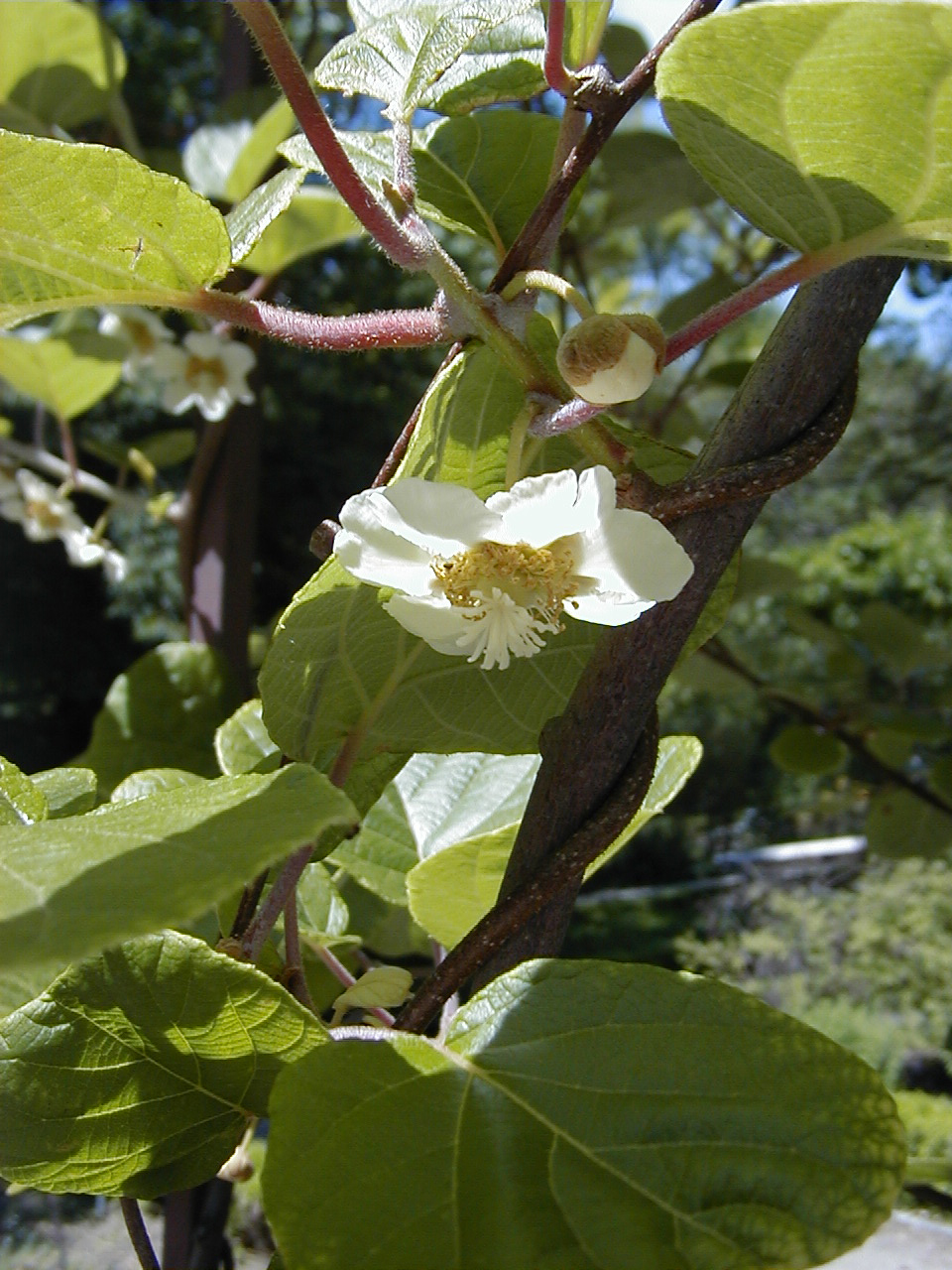
Actinidia deliciosa
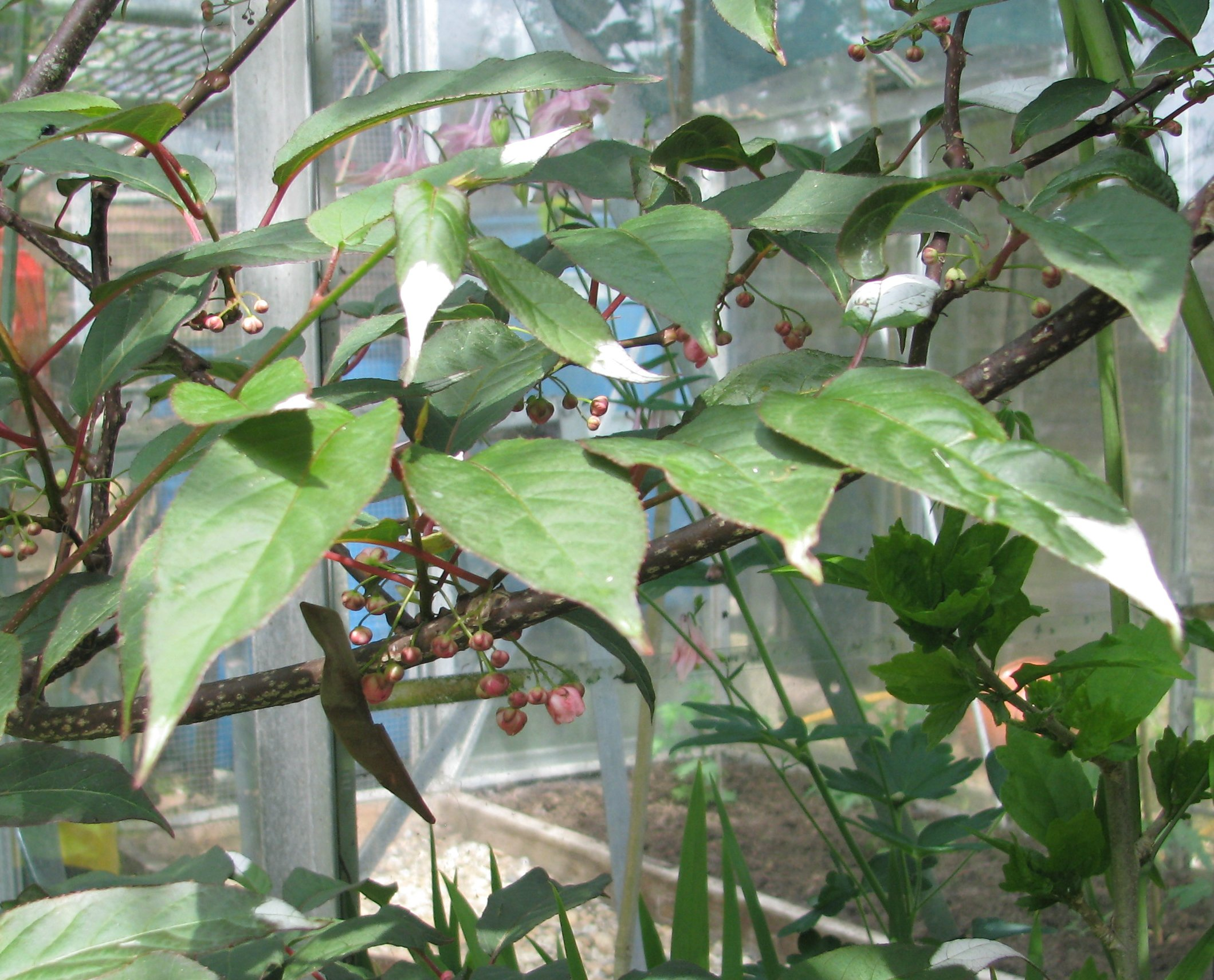
Actinidia tetramera
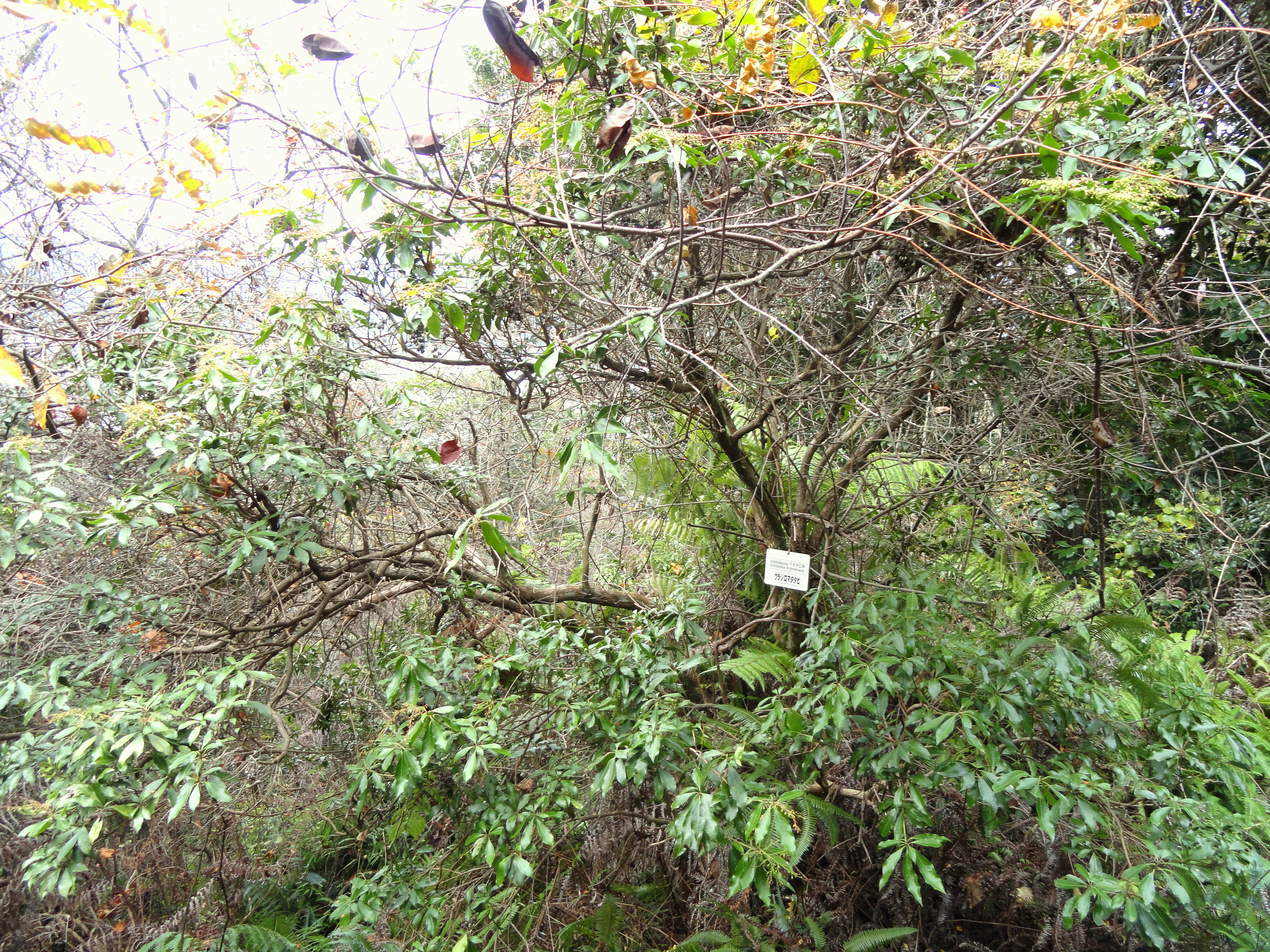
Actinidia hypoleuca
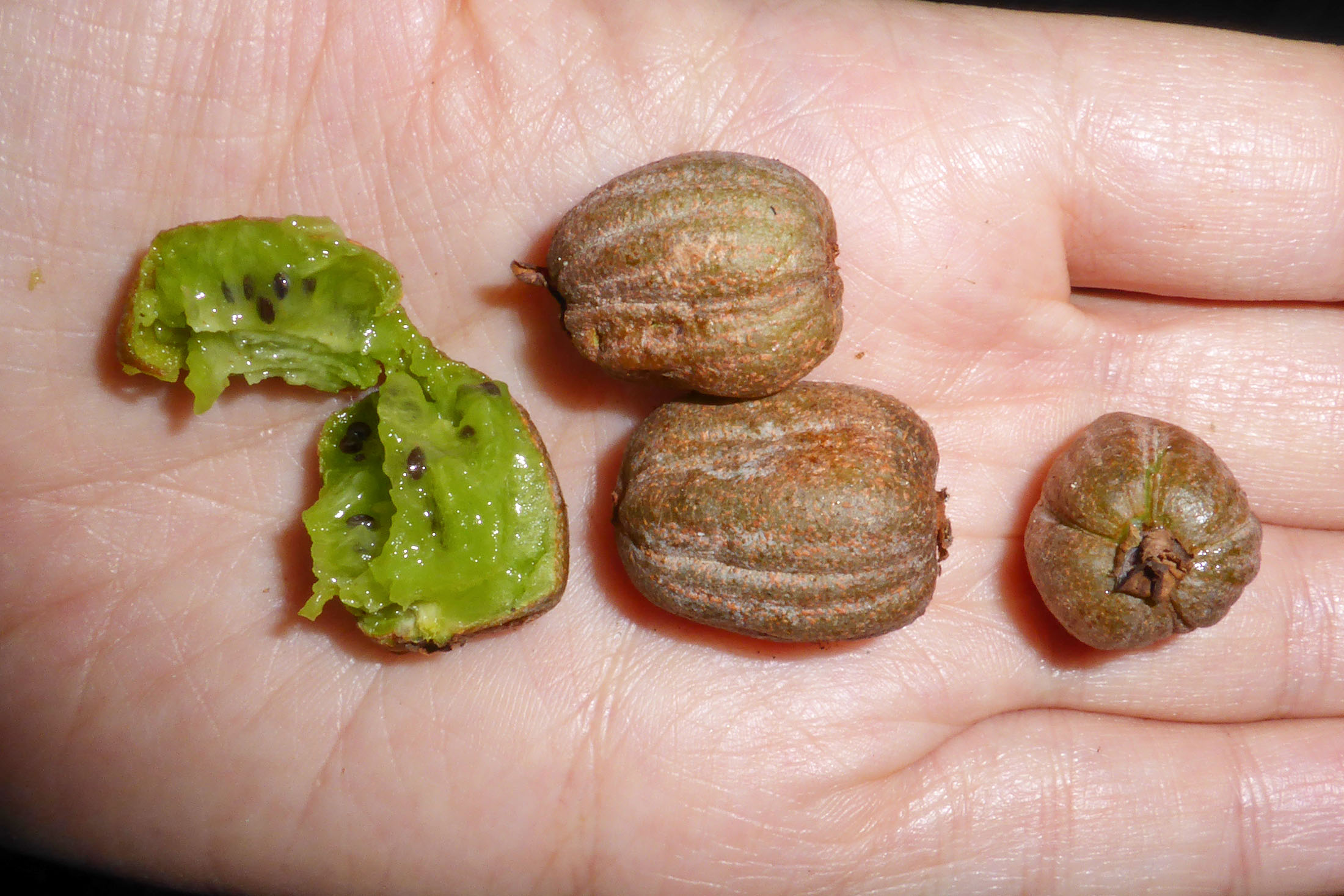
Actinidia latifolia
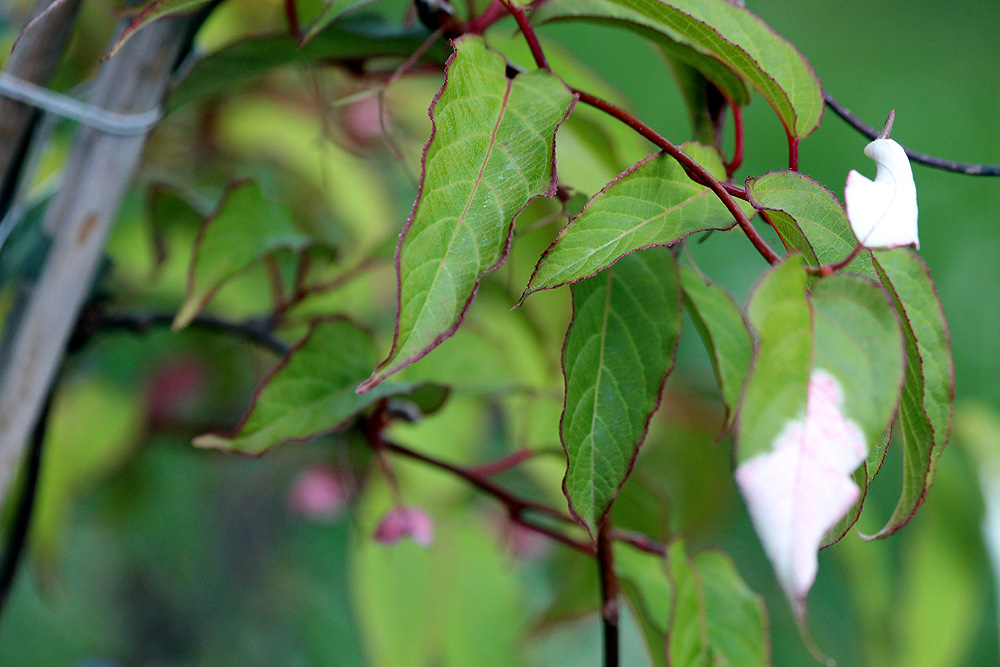
Actinidia pilosula
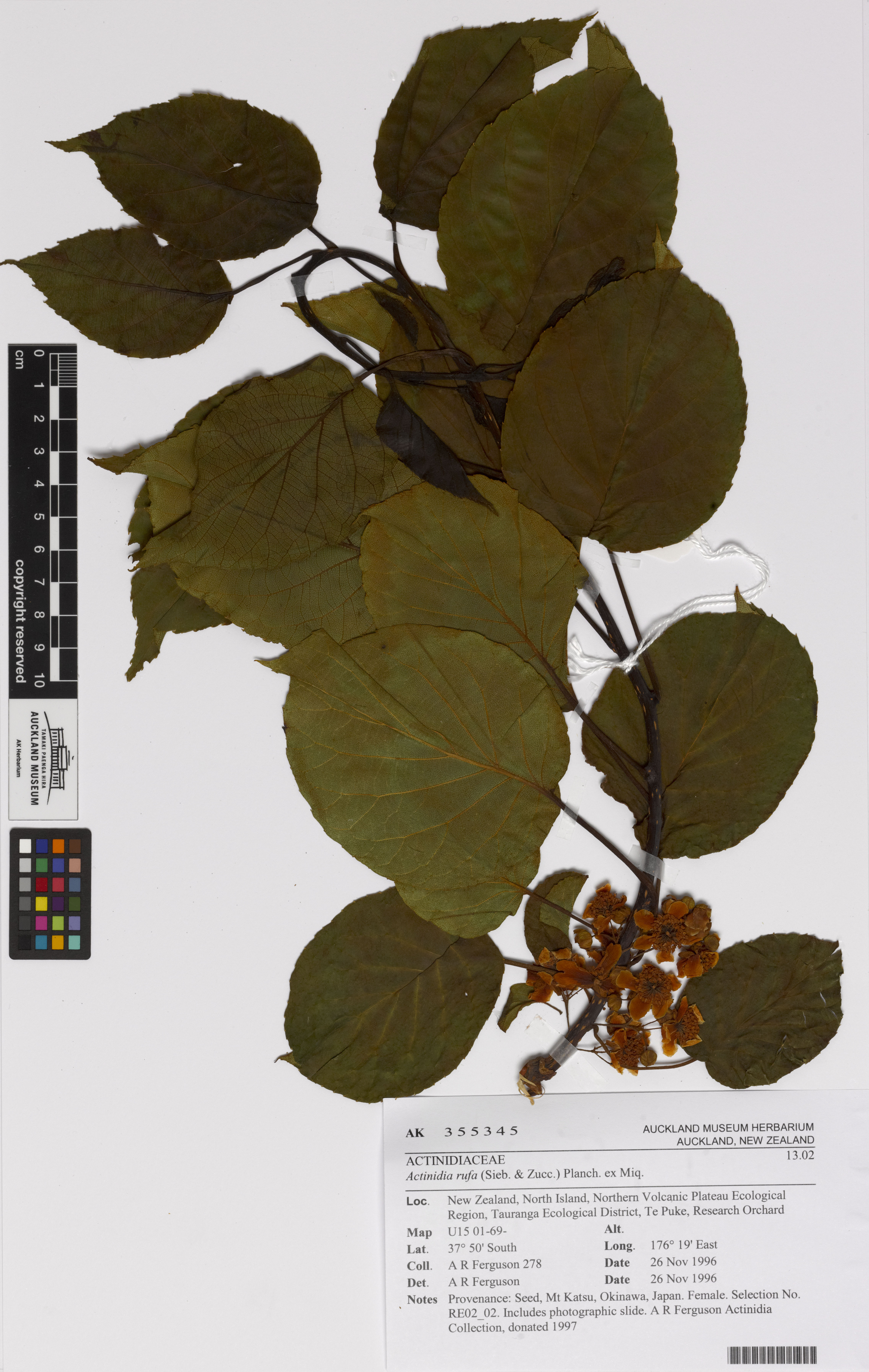
Actinidia rufa